# Уилсон, Жаклин
Дама Жаклин Уилсон (англ. Jacqueline Wilson; род. 17 декабря 1945) — английская писательница, автор книг для девочек. Её произведения часто затрагивают отнюдь не детские темы — такие, как развод, усыновление, жизнь в детском доме, психическое нездоровье близких, предательство.

## Биография
Жаклин Аткин родилась в 1945 году, в центре графства Сомерсет, Бате. Её отец был государственным служащим, а мать антикварным дилером. Большая часть детства Уилсон прошла в городке Кингстон-апон-Темс, где она посещала начальную школу Лачмер (англ. Latchmere Primary School). В девять лет она написала свой первый рассказ «Знакомьтесь с червями», объёмом в 22 страницы. Эта история была о семье с семью детьми. В школе её запомнили как мечтательного ребёнка, который был не в ладах с точными науками, и даже дали прозвище «Джеки-Грёза» (англ. Jacky Daydream), которое Жаклин впоследствии использовала в автобиографии.
После окончания школы в 16 лет Уилсон пошла на курсы секретарей, но вскоре сменила работу, устроившись в журнал для девочек Jackie. Из-за этого ей пришлось переехать в Шотландию, однако именно там она встретила и влюбилась в своего будущего мужа, Уильяма Миллара Уилсона. В 1965 году они поженились, и ещё через два года у них родилась дочь, Эмма, впоследствии также ставшая писательницей. Правда, в 2020 году Жаклин признала, что является лесбиянкой.
Лишь в 1991 году вышла книга, принесшая ей славу, — «Дневник Трейси Бикер», хотя к тому времени (с 1960-х годов) Жаклин уже написала около 40 книг для детей. «Дневник» лёг в основу популярного британского телесериала канала Би-би-си — «История Трейси Бикер» (англ. The Story of Tracy Beaker), который успешно шёл с 2002 по 2006 годы.

## Признание
В 2008 г. королева Англии даровала Уилсон титул дамы. В список «200 лучших книг по версии BBC», составленный в 2003 году, вошло 14 книг Уилсон.
В 2011 году в национальном центре детских книг «Seven Stories» в Ньюкасле открылась выставка, посвящённая жизни и творческому пути английской писательницы.

## Произведения

### Трейси Бикер
- 1991 Дневник Трейси Бикер (англ. The Story of Tracy Beaker)
- 2000 Рискованные Игры (англ. The Dare Game)
- 2006 В ролях - Трейси Бикер (англ. Starring Tracy Beaker)
- 2009 Книга тестов Трейси Бикер (англ. The Tracy Beaker Quiz Book)
- 2010 Спроси у Трейси Бикер (англ. Ask Tracy Beaker)
- 2012 Трилогия Трейси Бикер (англ. Tracy Beaker Trilogy)

### Хетти Фезер
- 2009 Хетти Фезер (англ. Hetty Feather)
- 2011 Сапфировый Баттерси (англ. Sapphire Battersea)
- 2012 Изумрудная звезда (англ. Emerald Star)
- 2013 Бриллиант (англ. Diamond)
- 2015 Маленькие звёзды (англ. Little Stars)

### Девчонки
- 1997 Девчонки в поисках любви (англ. Girls in Love)
- 1998 Девчонки в погоне за модой (англ. Girls under Pressure)
- 1999 Девчонки гуляют допоздна (англ. Girls out Late)
- 2002 Девчонки в слезах (англ. Girls in Tears)

### Прочие
- 1995 Двойняшки (англ. Double Act)
- 1996 Плохие девчонки (англ. Bad Girls)
- 1999 Разрисованная мама (англ. The Illustrated Mum)
- 2000 Вики-Ангел (англ. Vicky Angel)
- 2001 Вечеринка с ночевкой (англ. Sleepovers)
- 2001 Девочка-находка (англ. Dustbin Baby)
- 2002 Секреты (англ. Secrets)
- 2003 Лола-Роза (англ. Lola Rose)
- 2004 Полночь (англ. Midnight)
- 2004 Лучшие подруги (англ. Best Friends)
- 2004 Бриллиантовые девочки (англ. The Diamond Girls)
- 2005 Новый старт (англ. Clean Break)
- 2005 Уроки любви (англ. Love Lessons)
- 2007 Звёздочка моя! (англ. Little Darlings)
- 2009 Моя сестра Джоди (англ. My Sister Jodie)